# Helmuth Scheibler

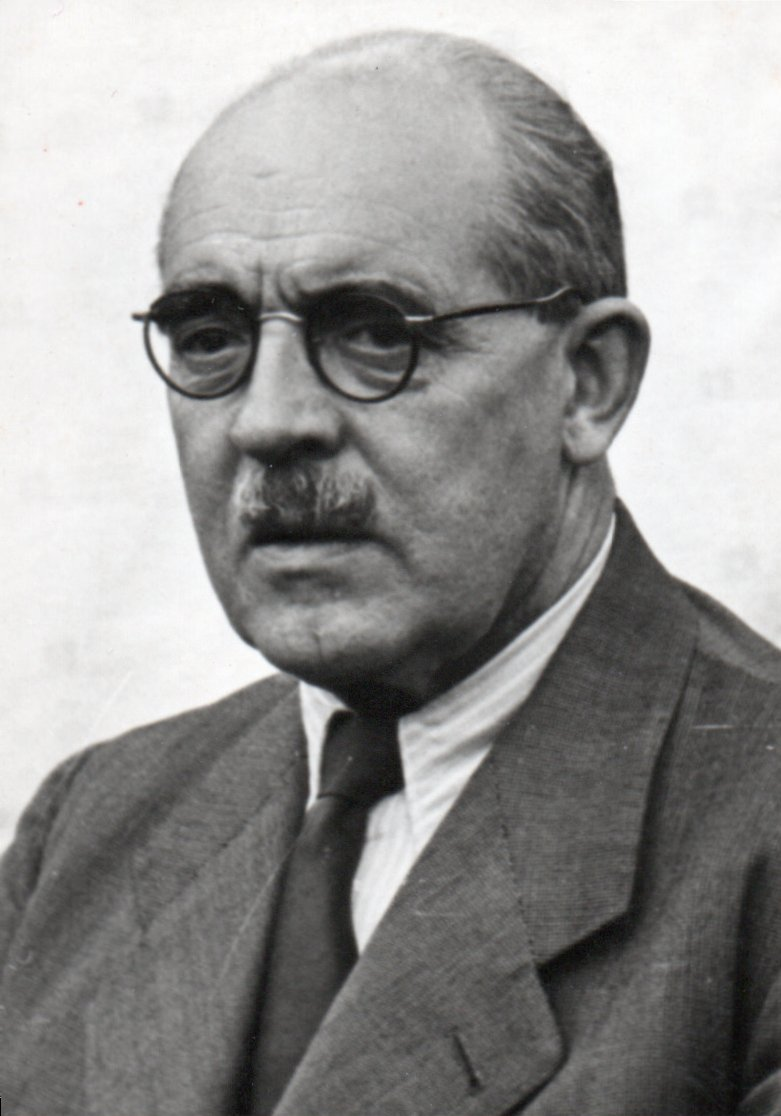
Helmuth Scheibler

(Ludwig) Helmuth Scheibler (* 19. Februar 1882 in Monschau; † 13. April 1966 in Berlin) war ein deutscher Chemiker und Professor.

## Leben
Der Sohn des Monschauer Kunstwollfabrikanten Alexander Scheibler (1850–1929) und der Emma Hedwig, geborene Scheibler (* 1858) Schwester des Kunsthistorikers Ludwig Scheibler aus einer Vetternlinie der weit verzweigten Unternehmerfamilie Scheibler, studierte Chemie in Genf, München und Berlin. 1909 wurde er bei dem Nobelpreisträger Emil Fischer mit einer Arbeit unter dem Titel Synthese von Dipeptiden der aktiven Valine promoviert. 1908 bis 1911 war er Forschungsassistent von Fischer, wo er sich neben Peptiden auch mit Walden-Inversion befasste. 1915 habilitierte er sich anlässlich eines Garnisonsaufenthaltes an der Technischen Hochschule Charlottenburg, heutige Technische Universität Berlin (TU Berlin). Der Titel seiner Habilitationsschrift lautete: Über die chemischen Bestandteile der schwefelreichen, bituminösen Teeröle (Ichthyolöle). Nach längerer Assistenten- und Oberassistententätigkeit und einer Tätigkeit als a. o. Professor (und ab 1924 als ordentlicher Professor) übertrug man ihm im Herbst 1945 die Leitung des Organisch-Chemischen Institutes der TU Berlin. Im April 1955 wurde Helmuth Scheibler emeritiert.

## Wirken
Sein Fachgebiet sind verschiedene Gebiete der organischen Chemie. Scheibler konnte zeigen, dass das die seit alter Zeit bei rheumatischen Erkrankungen verwendeten Ichthyolöle als Wirkstoff Alkylthiophene enthalten. Er isolierte aus Ichthyolöl ein darin in 12 Gewichtsprozent Thiophen-Schwefel enthaltenes Präparat, das unter dem Handelsnamen Eutirsol in den Handel kam. Weitere Forschungen waren Thiophenisoligen der Sulfanilsäure und entsprechenden Sulfonamiden gewidmet. Eingehend widmete sich Helmuth Scheibler der Chemie des zweiwertigen Kohlenstoffs. In den Isocyaniden erkannte Scheibler die Schiffschen Basen, in der Knallsäure (seinerzeit fälschlich noch als HONC formuliert) das Oxim des Kohlenmonoxids. 1960 wurde Helmuth Scheibler von S. Skell rückblickend als „Pionier der Carbenchemie“ charakterisiert.
Ein bedeutender akademischer Schüler Scheiblers war Hans-Werner Wanzlick, später ebenfalls Professor für organische Chemie an der TU Berlin.